# Macropsis vicina
Macropsis vicina är en insektsart som beskrevs av Géza Horváth 1897. Macropsis vicina ingår i släktet Macropsis och familjen dvärgstritar. Inga underarter finns listade i Catalogue of Life.